# Park Seo-joon
Park Yong-kyu, thường được biết đến với nghệ danh Park Seo-joon (sinh ngày 16 tháng 12 năm 1988), là một nam diễn viên người Hàn Quốc. Anh được biết đến rộng rãi nhất qua các vai chính trong những bộ phim truyền hình Tìm lại chính mình (2015), Cô nàng xinh đẹp (2015), Hoa Lang (2016–2017), Thư ký Kim sao thế? (2018) và Tầng lớp Itaewon (2020). Anh cũng tham gia đóng những phim điện ảnh như là Vòng xoáy tội ác (2015), Cảnh sát tập sự (2017) và Bàn tay diệt quỷ (2019).

## Tiểu sử
Park Seo-joon (tên khai sinh là Park Yong-kyu, tiếng Hàn: 박용규) sinh ngày 16 tháng 12 năm 1988, tại Seoul, Hàn Quốc. Anh sinh ra trong một gia đình có 3 anh em, là anh cả, thuộc tầng lớp khá giả. Trong đó, hai người em lần lượt sinh năm 1991 và 1996 đều đã lập gia đình. Bố, mẹ đều hoạt động trong lĩnh vực kinh doanh, bố là doanh nhân. Hai em trai cũng đi theo con đường kinh doanh của bố mẹ, chỉ có Park Seo-joon là đi theo con đường nghệ thuật. Anh thực hiện nghĩa vụ quân sự vào năm 2008 khi anh 19 tuổi và đã được xuất ngũ vào năm 2010.

## Sự nghiệp

### 2011-2015: Khởi đầu và đột phá

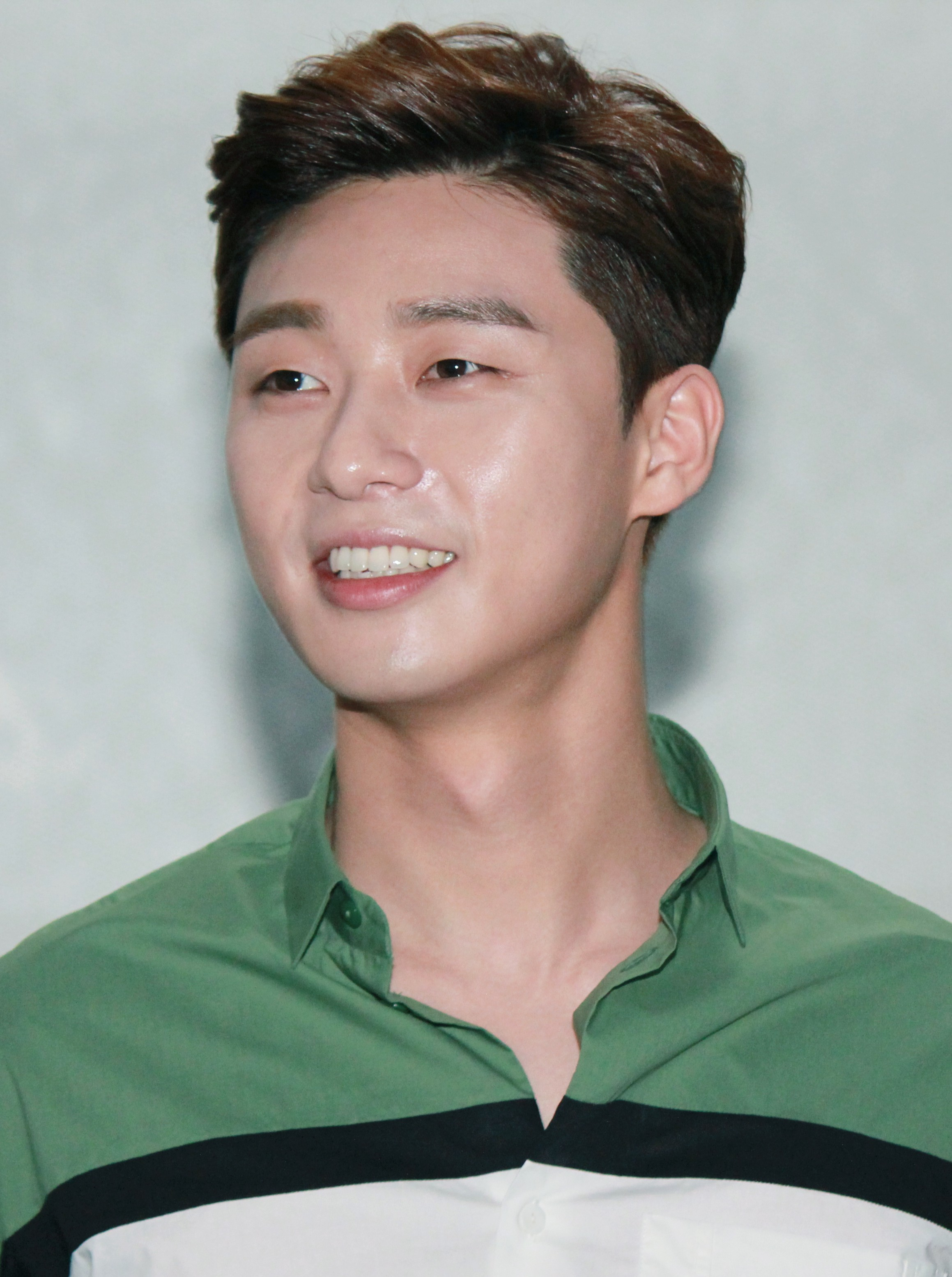
Park Seo-joon tại buổi lễ ra mắt Vòng xoáy tội ác tại Busan, 2015

Anh ra mắt làng giải trí xứ Hàn vào năm 2011 thông qua video âm nhạc thuộc đĩa đơn "I Remember" của Bang Yong-guk. Anh tham gia đóng vai phụ trong các bộ phim truyền hình như Dream High 2 (2012), Hôn nhân vàng (2013), và Lời nói ấm áp (2013), trước khi có vai chính đầu tiên trong sự nghiệp trong Phù thủy tình yêu (2014). Từ tháng 10 năm 2013 đến tháng 4 năm 2015, anh tham gia chương trình truyền hình Music Bank, với vai trò là MC.
Năm 2015, anh có những vai diễn đột phá trong Kill Me, Heal Me và Cô nàng xinh đẹp, cả 2 bộ phim anh đều đóng cùng nữ diễn viên Hwang Jung-eum. Cùng năm, anh tham gia dự án phim kinh dị Vòng xoáy tội ác.

### 2016-nay: Nổi tiếng trên phạm vi quốc tế
Năm 2016, anh tham gia đóng chính trong bộ phim cổ trang Hoa lang cùng với Go Ara và Park Hyung-sik, trong phim anh vào vai một thanh niên sinh ra trong nghèo khó vượt qua bao khó khăn trong cuộc sống để trở thành một chiến binh Hoa lang huyền thoại trong triều đại Tân La.
Năm 2017, anh đã có vai diễn thành công trong bộ phim hài lãng mạn Thanh xuân vật vã của đài KBS2, trong phim anh vào vai Go Dong-man – một cựu vận động viên Taekwondo có quá khứ đau khổ, trên còn đường tìm kiếm thành công với tư cách là võ sĩ tổng hợp, đóng cùng với nữ diễn viên Kim Ji-won. Bộ phim đã thành công vang dội ở Hàn Quốc và quốc tế, liên tục đứng đầu trong khung giờ phát sóng. Cùng năm, anh đóng vai chính đầu tiên trên màn ảnh rộng trong bộ phim hài hành động Cảnh sát tập sự, cùng với Kang Ha-neul. Anh nhận được giải Diễn viên mới xuất sắc nhất tại các lễ trao giải điện ảnh lớn như Grand Bell Awards và Giải Hiệp hội Phê bình Điện ảnh Hàn Quốc.
Năm 2018, anh tham gia đóng chính trong bộ phim hài lãng mạn Thư ký Kim sao thế? của đài tvN, trong phim anh vào vai phó chủ tịch của tập đoàn Yumyeong, người đã phải lòng cô thư ký của mình, do Park Min Young thủ vai. Bộ phim trở nên nổi tiếng và thành công vang dội tại quê nhà và quốc tế, anh nhận được đánh giá tích cực từ các nhà phê bình vì diễn xuất của mình, anh được báo chí Hàn Quốc mệnh danh là "bậc thầy của thể loại hài lãng mạn".
Năm 2019, anh đóng chính trong phim điện ảnh kinh dị Bàn tay diệt quỷ, anh vào vai một võ sĩ tổng hợp người có sức mạnh phép thuật. Cùng năm, anh đảm nhiệm vai trò bồi thẩm đoàn đặc biệt cho Liên hoan phim ngắn quốc tế Asiana. Anh cũng xuất hiện với vai trò khác mời trong bộ phim đoạt giải Oscar, Ký sinh trùng (2019).
Năm 2020, anh tham gia đóng chính trong bộ phim ''Tầng lớp Itaewon'' của đài JTBC, dựa trên webtoon cùng tên. Anh vào vai ông chủ quán bar-nhà hàng DanBam, người đã mở rộng quán thành một chuỗi các cửa hàng nhượng quyền lớn. Bộ phim thành công vang dội trong nước và quốc tế vì cách phát triển cầu chuyện đầy thú vị và diễn xuất xuất sắc của anh, với tỷ suất người xem tập cuối ghi nhận 16.548% đưa bộ phim trở thành một trong những phim có tỷ lệ người xem cao nhất trong lịch sử truyền hình cáp Hàn Quốc và giúp anh nhận đề cử cho Nam diễn viên chính xuất sắc nhất - Truyền hình tại Giải thưởng Nghệ thuật Baeksang lần thứ 56.

#### Tương lai
Anh sẽ đóng chính trong phim điện ảnh Dream vào vai một cựu cầu thủ bóng đá và đang làm huấn luyện viên tên Yoon Hong-Dae, bởi đạo diễn Lee Byeong-heon và bộ phim điện ảnh thảm họa kinh dị Concrete Utopia của đạo diễn Um Tae-hwa. Anh cũng sẽ xuất hiện trong vũ trụ điện ảnh MCU với bộ phim The Marvels (2023), vai diễn của anh không được tiết lộ.

## Danh sách phim

### Phim điện ảnh
| Năm  | Tiêu đề              | Vai diễn      | Ghi chú   | Ref.   |
| ---- | -------------------- | ------------- | --------- | ------ |
| 2011 | Perfect Game         | Chil-goo      |           | [ 42 ] |
| 2015 | Vòng xoáy tội ác     | Cha Dong-jae  |           | [ 43 ] |
| 2015 | Người yêu tôi là ai? | Woo-jin       | Khách mời | [ 44 ] |
| 2017 | Cảnh sát tập sự      | Park Ki-joon  |           | [ 45 ] |
| 2018 | Và em sẽ đến         | Ji-ho         | Khách mời | [ 46 ] |
| 2019 | Bàn tay diệt quỷ     | Yong-hoo      |           | [ 47 ] |
| 2019 | Ký sinh trùng        | Min-hyuk      | Khách mời | [ 48 ] |
| 2023 | Biệt đội Marvel      | TBA           | Hậu kỳ    | [ 49 ] |
| 2023 | Địa đàng sụp đổ      | Min Sung      |           | [ 50 ] |
| 2023 | Dream                | Yoon Hong-dae |           | [ 51 ] |

### Phim truyền hình
| Năm         | Tiêu đề                         | Vai diễn                | Ghi chú              | Nguồn  |
| ----------- | ------------------------------- | ----------------------- | -------------------- | ------ |
| 2012        | Bay cao ước mơ 2                | Si-woo                  |                      | [ 52 ] |
| 2012        | Gia đình rắc rối                | Cha Seo-joon            |                      | [ 53 ] |
| 2013        | Hôn nhân vàng                   | Park Hyun-tae           |                      | [ 54 ] |
| 2013        | Drama Festival – Sleeping Witch | Kim Him-chan            |                      | [ 55 ] |
| 2013        | Lời nói ấm áp                   | Song Min-soo            |                      | [ 56 ] |
| 2014        | Phù thủy tình yêu               | Yoon Dong-ha            |                      | [ 57 ] |
| 2014        | Mama                            | Older Han Geu-roo       | Khách mời (tập 24)   | [ 58 ] |
| 2015        | Kill Me, Heal Me                | Oh Ri-on                |                      | [ 59 ] |
| 2015        | Cô nàng xinh đẹp                | Ji Sung-joon            |                      | [ 60 ] |
| 2016–2017   | Hoa lang                        | Moo Myung / Kim Sun-woo |                      | [ 61 ] |
| 2017        | Thanh xuân vật vã               | Ko Dong-man             |                      | [ 62 ] |
| 2018        | Thư ký Kim sao thế?             | Lee Young-joon          |                      | [ 63 ] |
| 2020        | Tầng lớp Itaewon                | Park Sae-royi           |                      | [ 64 ] |
| 2020        | Ký sự thanh xuân                | Song Min-soo            | Khách mời (tập 9–10) | [ 65 ] |
| 2023 - 2024 | Gyeongseong Creature            | Jang Tae-Sang           |                      | [ 66 ] |

### Chương trình thực tế
| Năm       | Tên               | Kênh | Ghi chú                                      | Nguồn  |
| --------- | ----------------- | ---- | -------------------------------------------- | ------ |
| 2013–2015 | Music Bank        | KBS2 | MC                                           | [ 67 ] |
| 2014–2017 | Running Man       | SBS  | Khách mời (tập 184, 198, 246, 263, 295, 362) |        |
| 2014–2017 | SBS Drama Awards  | SBS  | MC                                           |        |
| 2016      | 2 Days 1 Night    | KBS2 | Khách mời (tập 154, 155)                     |        |
| 2018      | Youn's Kitchen 2  | tvN  | Thành viên cố định                           | [ 68 ] |
| 2019      | Three Meals A Day | tvN  | Khách mời (tập 9, tập 10)                    |        |
| 2021      | Youn's Stay       | tvN  | Thành viên cố định                           | [ 69 ] |

### MC
| Năm  | Giải thưởng           | Ghi chú                               | Nguồn  |
| ---- | --------------------- | ------------------------------------- | ------ |
| 2014 | 2014 SBS Drama Awards | cùng với Lee Hwi-jae và Park Shin-hye | [ 70 ] |

### Video âm nhạc
| Năm  | Tên bài hát          | Nghệ sĩ                          | Nguồn  |
| ---- | -------------------- | -------------------------------- | ------ |
| 2011 | "I Remember"         | Bang Yong-guk feat. Yang Yo-seob | [ 71 ] |
| 2014 | "One Two Three Four" | The One                          | [ 72 ] |
| 2017 | "Dream All Day"      | Kim Ji-soo                       | [ 73 ] |
| 2021 | "Gyopo Hairstyle"    | Peakboy                          | [ 71 ] |

## Danh sách đĩa nhạc
| Năm  | Tiêu đề              | Ghi chú                         | Xếp hạng |
| ---- | -------------------- | ------------------------------- | -------- |
| 2012 | "New Dreaming"       | Dream High 2 OST (feat) GOT7 JB | –        |
| 2014 | "Come into My Heart" | Witch's Romance OST             | –        |
| 2015 | "Letting You Go"     | She was pretty OST              | 91       |
| 2015 | "Long Way"           | Kill Me, Heal Me OST            | –        |
| 2017 | "Our Tears"          | Hwarang OST                     | –        |

## Giải thưởng và đề cử
| Năm  | Giải thưởng                                              | Hạng mục                                           | Đề cử                             | Kết quả   | Nguồn   |
| ---- | -------------------------------------------------------- | -------------------------------------------------- | --------------------------------- | --------- | ------- |
| 2013 | Korea Drama Awards (6th)                                 | Diễn viên mới xuất sắc nhất                        | Pots of Gold                      | Đoạt giải | [ 77 ]  |
| 2013 | 2nd APAN Star Awards                                     | Diễn viên mới xuất sắc nhất                        | Pots of Gold                      | Đề cử     |         |
| 2013 | MBC Drama Awards (32nd)                                  | Diễn viên mới xuất sắc nhất                        | Pots of Gold                      | Đề cử     |         |
| 2014 | Giải thưởng nghệ thuật Baeksang (50th)                   | Diễn viên mới xuất sắc nhất(TV)                    | One Warm Word                     | Đề cử     |         |
| 2014 | Herald Donga Lifestyle Awards (7th)                      | Best Style of the Year                             | —                                 | Đoạt giải | [ 78 ]  |
| 2014 | SBS Drama Awards (22nd)                                  | Giải thưởng ngôi sao mới                           | One Warm Word                     | Đoạt giải | [ 79 ]  |
| 2015 | Grand Bell Awards (52nd)                                 | Diễn viên mới xuất sắc nhất                        | The Chronicles of Evil            | Đề cử     |         |
| 2015 | Giải Điện ảnh Rồng Xanh (36th)                           | Diễn viên mới xuất sắc nhất                        | The Chronicles of Evil            | Đề cử     |         |
| 2015 | Giải Điện ảnh Rồng Xanh (36th)                           | Giải thưởng Ngôi sao nổi tiếng                     | The Chronicles of Evil            | Đoạt giải | [ 80 ]  |
| 2015 | APAN Star Awards (4th)                                   | Excellence Award, Actor in a Miniseries            | Kill Me, Heal Me Cô nàng xinh đẹp | Đề cử     |         |
| 2015 | Fashionista Awards (1st)                                 | Best Fashion in TV                                 | Cô nàng xinh đẹp                  | Đoạt giải | [ 81 ]  |
| 2015 | MBC Drama Awards (34th)                                  | Excellence Award, Actor in a Miniseries            | Kill Me, Heal Me Cô nàng xinh đẹp | Đoạt giải | [ 82 ]  |
| 2015 | MBC Drama Awards (34th)                                  | Giải thưởng top 10 ngôi sao hàng đầu               | Kill Me, Heal Me Cô nàng xinh đẹp | Đoạt giải | [ 83 ]  |
| 2015 | MBC Drama Awards (34th)                                  | Popularity Award, Actor                            | Kill Me, Heal Me Cô nàng xinh đẹp | Đoạt giải | [ 83 ]  |
| 2015 | MBC Drama Awards (34th)                                  | Cặp đôi xuất sắc nhất (với Ji Sung)                | Kill Me, Heal Me                  | Đoạt giải | [ 82 ]  |
| 2016 | InStyle Star Icon                                        | Nam diễn viên chính xuất sắc nhất (Drama)          | Kill Me, Heal Me Cô nàng xinh đẹp | Đề cử     |         |
| 2016 | Max Movie Awards (11th)                                  | Diễn viên mới xuất sắc nhất                        | The Chronicles of Evil            | Đề cử     |         |
| 2016 | Chunsa Film Art Awards (21st)                            | Diễn viên mới xuất sắc nhất                        | The Chronicles of Evil            | Đề cử     |         |
| 2016 | Baeksang Arts Awards (52nd)                              | Diễn viên mới xuất sắc nhất (Film)                 | The Chronicles of Evil            | Đề cử     |         |
| 2016 | tvN10 Awards 1st                                         | Romantic-Comedy King                               | A Witch's Love                    | Đề cử     |         |
| 2017 | Buil Film Awards (26th)                                  | Diễn viên mới xuất sắc nhất                        | Cảnh sát tập sự                   | Đề cử     |         |
| 2017 | Grand Bell Awards 54th                                   | Diễn viên mới xuất sắc nhất                        | Cảnh sát tập sự                   | Đoạt giải | [ 84 ]  |
| 2017 | Korean Association of Film Critics Awards (37th)         | Diễn viên mới xuất sắc nhất                        | Cảnh sát tập sự                   | Đoạt giải | [ 85 ]  |
| 2017 | 1st The Seoul Awards                                     | Diễn viên mới xuất sắc nhất (Film)                 | Cảnh sát tập sự                   | Đề cử     | [ 86 ]  |
| 2017 | Asia Artist Awards (2nd)                                 | Fabulous Award                                     | Thanh xuân vật vã                 | Đoạt giải | [ 87 ]  |
| 2017 | Asia Artist Awards (2nd)                                 | Giải thưởng Ngôi sao xuất sắc nhất                 | Thanh xuân vật vã                 | Đoạt giải | [ 87 ]  |
| 2017 | 6th Korea Film Actors Association Awards                 | Giải thưởng Ngôi sao nổi tiếng                     | Cảnh sát tập sự                   | Đoạt giải | [ 88 ]  |
| 2017 | KBS Drama Awards(31st)                                   | Top Excellence Award, Actor                        | Thanh xuân vật vã Hoa lang        | Đề cử     | [ 89 ]  |
| 2017 | KBS Drama Awards(31st)                                   | Excellence Award, Actor in a Mid-length Drama      | Hoa lang                          | Đề cử     | [ 89 ]  |
| 2017 | KBS Drama Awards(31st)                                   | Excellence Award, Actor in a Miniseries            | Thanh xuân vật vã                 | Đoạt giải | [ 89 ]  |
| 2017 | KBS Drama Awards(31st)                                   | Netizen Award – Male                               | Thanh xuân vật vã                 | Đoạt giải | [ 89 ]  |
| 2017 | KBS Drama Awards(31st)                                   | Giải thưởng Cặp đôi xuất sắc nhất (với Kim Ji-won) | Thanh xuân vật vã                 | Đoạt giải | [ 89 ]  |
| 2018 | Giải thưởng nghệ thuật Baeksang (54th)                   | Nam diễn viên chính xuất sắc nhất (TV)             | Thanh xuân vật vã                 | Đề cử     | [ 90 ]  |
| 2018 | KBS WORLD Global Fan Awards                              | Cặp đôi xuất sắc nhất (với Kim Ji-won)             | Thanh xuân vật vã                 | Đoạt giải | [ 91 ]  |
| 2018 | Seoul International Drama Awards (13th)                  | Outstanding Korean Actor                           | Thanh xuân vật vã                 | Đoạt giải | [ 92 ]  |
| 2018 | 9th Korea Film Reporters Association Film Awards (KOFRA) | Diễn viên mới xuất sắc nhất                        | Cảnh sát tập sự                   | Đoạt giải | [ 93 ]  |
| 2018 | Chunsa Film Art Awards                                   | Diễn viên mới xuất sắc nhất                        | Cảnh sát tập sự                   | Đề cử     | [ 94 ]  |
| 2018 | Korea Drama Awards (11th)                                | Top Excellence Award, Actor                        | Thư ký Kim sao thế?               | Đề cử     | [ 95 ]  |
| 2018 | APAN Star Awards (6th)                                   | Top Excellence Award, Actor in a Miniseries        | Thư ký Kim sao thế?               | Đoạt giải | [ 96 ]  |
| 2018 | APAN Star Awards (6th)                                   | K-Star Award                                       | Thư ký Kim sao thế?               | Đề cử     | [ 97 ]  |
| 2018 | 2018 Cosmo Beauty Awards                                 | Annual Shining Beauty Idol                         | —                                 | Đoạt giải | [ 98 ]  |
| 2018 | 8th Korea Tourism Awards                                 | Special Merit Award                                | —                                 | Đoạt giải | [ 99 ]  |
| 2019 | Asian Film Awards (13th)                                 | AFA Rising Star Award                              | —                                 | Đoạt giải | [ 100 ] |